# Marmota d'estepa
La marmota d'estepa (Marmota baibacina) és una espècie de rosegador de la família dels esciúrids. Viu a la Xina, el Kazakhstan, el Kirguizstan, Mongòlia i Rússia. S'alimenta d'Artemisia frigida (principi de la primavera), herba (final de la primavera i principi de l'estiu) i plantes herboses (final de l'estiu), que a vegades complementa amb animals. Els seus hàbitats naturals són les estepes de muntanya i els prats alpins. Està amenaçada per un nivell insostenible de caça i, possiblement, per la degradació del seu entorn natural a causa de la pastura del bestiar.